# 愛のぬくもり
「愛のぬくもり」（あいのぬくもり）は、松山千春が1988年11月10日にリリースした26枚目のシングルである。

## 解説
表題曲の「愛のぬくもり」は、明治乳業「明治ラブ・エース」のCMソングとして使用された。

## 収録曲
| 全作詞・作曲: 松山千春。 |                       |           |            |        |      |
| #                        | タイトル              | 作詞      | 作曲・編曲 | 編曲   | 時間 |
| 1.                       | 「愛のぬくもり」      | 松山千春  | 松山千春   | 戸塚修 | 3:38 |
| 2.                       | 「Trouble(トラブル)」 | 松山千春  | 松山千春   | 大石学 | 3:56 |
| 合計時間:                | 合計時間:             | 合計時間: | 7:34       |        |      |

## メディアでの使用
| #   | 曲名             | タイアップ                                 |
| --- | ---------------- | ------------------------------------------ |
| A-1 | 「愛のぬくもり」 | 明治乳業『明治ラブ・エース』イメージソング |